# Stora Badhusgatan
Stora Badhusgatan är en gata inom stadsdelen Inom Vallgraven i Göteborg. Den är cirka 415 meter lång, och sträcker sig från Södra Hamngatan till Surbrunnsgatan.
Gatan fick sitt namn 1852 och var belägen mellan ett tidigare badhus och Keillers mekaniska verkstad. Enligt ej belagd uppgift hette gatan ursprungligen Bastugatan och uppkallades troligen efter den tidigare Badstugubastionen, som låg där Verkstadsgatan och Skeppsbron möts. Namnet ändrades till Badhusgatan troligen till följd av Keillers uppförande av ett luxuöst varmbadhus i fastigheten Skeppsbron 1 år 1830. Namnet kan också ha syftat på det badhus som uppfördes i Surbrunnsparken i början av 1800-talet.